# Locust Grove (Oklahoma)
Locust Grove es un pueblo ubicado en el condado de Mayes en el estado estadounidense de Oklahoma. En el año 2010 tenía una población de 1423 habitantes y una densidad poblacional de 	646,82 personas por km².

## Geografía
Locust Grove se encuentra ubicado en las coordenadas 36°11′50″N 95°10′1″O / 36.19722, -95.16694 (36.197290, -95.166993).

## Demografía
Según la Oficina del Censo en 2000 los ingresos medios por hogar en la localidad eran de $20,655 y los ingresos medios por familia eran $24,821. Los hombres tenían unos ingresos medios de $25,500 frente a los $16,389 para las mujeres. La renta per cápita para la localidad era de $9,191. Alrededor del 23.0% de la población estaban por debajo del umbral de pobreza.